# Abu-l-Hàssan Alí
Abu-l-Hàssan Alí (1297 – 24 de maig de 1351) fou el desè sobirà de la dinastia marínida de Fes. Va succeir el seu pare Abu-Saïd Uthman als 34 anys, el 1331. Amb aquest príncep el regne va arribar al seu màxim desenvolupament econòmic i territorial. Va fer nombroses construccions de mesquites i altres edificis.
El 1333 va conquerir Gibraltar i va derrotar els castellans en un combat naval, posant com a governador de l'Emirat de Gibraltar al seu fill Abd al-Malik Abd al-Wahid però després va patir una derrota en la batalla del Salado, prop de Tarifa, el 30 d'octubre de 1340 i es va retirar, havent de renunciar al domini sobre els territoris musulmans de les dues ribes del Mediterrani. Del 1337 al 1348 va dominar Tlemcen, que va conquerir a l'emir abdalwadita Abu-Taixufín I (1318-1337) el 1337 després de tres anys de setge; a la vora de la ciutat es va construir el 1335 al-Mansura, una verdadera ciutat destinada a allotjar a les tropes que assetjaven Tlemcen. Després del 1337 va rebre l'homenatge nominal del soldà d'Egipte i del «rei del Sudan».
Abu-l-Abbàs Àhmad, emir hàfsida (1346-1347), va succeir Abu-Yahya Abu-Bakr II ibn Yahya. Aquest darrer li havia encarregat vigilar i garantir la successió al seu gendre, Abu-l-Hàssan, l'emir marínida. Però al cap d'uns mesos de govern un germà de l'emir, Abu-Hafs ibn Abi-Bakr, el va assassinar i es va proclamar al seu lloc. Abu-l-Hàssan, al·legant l'encàrrec i la venjança, no va trigar a marxar a Ifríqiya amb un exèrcit el mateix 1347 i va ocupar el país gairebé sense resistència (1348). Llavors ca cometre l'error d'eliminar un impost que els beduïns cobraven als sedentaris i això va provocar una revolta àrab que va causar una seriosa derrota als marroquins prop de Kairuan (1348) que va afectar seriosament el seu prestigi. La rebel·lió fou general i se sumava a la que hi havia a altres llocs del Magrib com Tlemcen amb els abdalwadites, i finalment el desembre de 1349 l'emir marínida va sortir del país en vaixell cap als seus dominis occidentals. Un fill d'Abu-Yahya Abu-Bakr II, de nom al-Fadl Àhmad II, que era governador de Bona, fou proclamat emir (desembre del 1349).
En el camí de retorn, la flota va patir danys i va ancorar a Alger i es va assabentar que el seu fill Abu-Inan Faris s'havia apoderat del tron marínida. Va intentar sense èxit tornar al poder.
Va morir el 1351 i el seu fill el va fer enterrar a Chela.